# فالديمار سيدل
فالديمار سيدل (بالإنجليزية: Waldemar Seidel)‏ هو معلم موسيقى وعازف بيانو أسترالي، ولد في 11 مارس 1893، وتوفي في 17 سبتمبر 1980.

## وصلات خارجية
- فالديمار سيدل على موقع ميوزك برينز (الإنجليزية)